# Роман Еременко
Роман Еременко е финландски футболист от руски произход, полузащитник. Син е на съветския футболист Алексей Еременко. Тригодишен емигрира във Финландия поради трансфера на баща си в ОЛС. През 2003 г. получава финландско гражданство, запазвайки и руското си. Има брат, Алексей, който също е футболист. Роман Еременко е футболист на годината във Финландия за 2011 г.

## Кариера

### Клубна кариера
Започва кариерата си в Яро. Дебютира за отбора през 2004 г., когато е само на 17 години. През 2005 г. е привлечен в италианския Удинезе. Първия си мач за отбора записва в първия кръг на Серия А сезон 2006/07 срещу отбора на Месина. В началото на 2007 е даден под наем на Сиена, за които до края на сезона записва 11 мача. Роман не успява да се наложи в Удинезе и през август 2008 г. преминава под наем в Динамо (Киев). След удачен сезон в украинския тим, с който печели титлата на страната, Еременко подписва договор до 2014 г. Халфът става един от лидерите на отбора. През сезон 2010/11 Еременко става играчът с най-много асистенции в Лига Европа през сезона. През 2011 г. е закупен от Рубин Казан за 13 милиона долара. В Рубин Роман е съотборник с брат си Алексей, а отборът печели купата на Русия през сезон 2011/12. В следващия сезон Еременко попада в списъка „33 най-добри футболисти в шампионата на Русия“ под номер 2 на своята позиция.
През август 2014 г. разтрогва едностранно договорът си с Рубин и преминава като свободен агент в ЦСКА (Москва). Дебютира на 31 август 2014 г. в мач срещу Ростов, като отбелязва и гол. За кратко време Роман става диригент в средата на терена в състава на „армейците“ и е избран от феновете за футболист на месец септември. Силните му изяви в средата на терена му донасят приза за футболист на годината в Премиер лигата за 2014/15.
През октомври 2016 г. УЕФА спира състезателнита права на Еременко за месец. Поради положителна допинг проба, Еременко е наказан за 2 години.

### Национален отбор
Еременко прави дебюта си за националния отбор на Финландия през 2007 година. Към ноември 2016 г. има записани 70 мача, в които е отбелязал 5 гола.